# Václav Hůla
Václav Hůla (21. září 1925 Skryje – 1. dubna 1983 Praha) byl český a československý ekonom, politik Komunistické strany Československa, poslanec Sněmovny lidu Federálního shromáždění za normalizace a ministr vlád ČSSR v 60.–80. letech.

## Biografie
Absolvoval Hospodářskou školu v Berouně, v letech 1945–1948 studoval Vysokou školu obchodní v Praze a získal titul inženýra. Po únorovém převratu v roce 1948 patřil mezi komunistické aktivisty, kteří na této škole prováděli čistky mezi studenty a byl předsedou Akčního výboru Národní fronty na této škole. V roce 1946 (podle jiného zdroje roku 1945) vstoupil do KSČ. V letech 1948–1950 byl referentem a v letech 1951–1953 vedoucím oddělení národního hospodářství v Kanceláři prezidenta republiky za prezidentství Klementa Gottwalda. Vedl tým ekonomů, který za pomoci sovětských poradců připravoval peněžní reformu v roce 1953.
V letech 1953–1965 pak byl vedoucím oddělení předsednictva vlády.
Během pražského jara se politicky výrazněji neangažoval. Jeho politická kariéra vyvrcholila za normalizace. V letech 1966–1968 byl členem ekonomické komise ÚV KSČ, od listopadu 1968 do září 1969 tajemníkem Byra pro řízení stranické práce KSČ v českých zemích a v letech 1969–1971 předsedou ekonomické komise Byra pro řízení stranické práce KSČ v českých zemích. K 26. září 1969 byl kooptován za člena Ústředního výboru Komunistické strany Československa. V této funkci ho potom potvrdil XIV. sjezd KSČ, XV. sjezd KSČ a XVI. sjezd KSČ. V období leden 1970 až červenec 1975 byl také kandidátem předsednictva ÚV KSČ a od července do své smrti v dubnu 1983 členem předsednictva ÚV KSČ.
Zastával četné státní a vládní funkce. V roce 1968 byl nejprve ministrem bez portfeje v první vládě Oldřicha Černíka, v níž od dubna 1968 zastával portfolio ministra pověřeného řízením Státního cenového úřadu. V třetí vládě Oldřicha Černíka, první vládě Lubomíra Štrougala, druhé vládě Lubomíra Štrougala, třetí vládě Lubomíra Štrougala a čtvrté vládě Lubomíra Štrougala zastával post jejího místopředsedy a zároveň ministra – předsedy Státní plánovací komise (ve čtvrté vládě Lubomíra Štrougala už jen jako místopředseda vlády). V letech 1969–1970 byl navíc předsedou Hospodářské rady vlády ČSSR, v letech 1971–1981 předsedou Rady ekonomického výzkumu ČSSR. Od roku 1974 zastával post předsedy československé části Mezivládní československo-sovětské komise pro hospodářskou a vědeckotechnickou spolupráci.
Patřil mezi hlavní činitele v oblasti hospodářské politiky normalizačního Československa. V listopadu 1975 měl například hlavní referát na zasedání ÚV KSČ o ekonomických úkolech na rok 1976. Podobně byl hlavním řečníkem na zasedání ÚV KSČ v prosinci 1977, prosinci 1978 a prosinci 1979.
V ekonomické oblasti patřil k představitelům konzervativního komunistického stylu, třebaže odmítal rigidní metody řízení. Trval ovšem na nutnosti centrálního plánování. Podle údajů k roku 1972 měl manželku, rovněž vystudovanou ekonomku, dceru a syna (v té době studujícího na škole). V roli člena vlády necestoval mimo země socialistického bloku (s výjimkou Finska).
Dlouhodobě zasedal v zákonodárných sborech. Ve volbách roku 1971 zasedl do Sněmovny lidu (volební obvod č. 66 – Most, Severočeský kraj). Mandát obhájil ve volbách v roce 1976 (obvod Most-jih) a volbách v roce 1981 (obvod Most–Chomutov). Ve Federálním shromáždění setrval do své smrti roku 1983. Pak ho nahradil František Šádek.
V roce 1973 mu byl udělen Řád Vítězného února, v roce 1975 Řád republiky.